# Doll (Schottland)
Doll, schottisch-gälisch: An Dail, ist eine kleine Streusiedlung in der schottischen Council Area Highland. Sie liegt in der traditionellen Grafschaft Sutherland etwa zwei Kilometer südwestlich von Brora und etwa sechs Kilometer nordöstlich von Golspie an der Nordküste des Moray Firth. Im Westen ist Doll teilweise durch die Ufer des Flusses Brora begrenzt. Im Jahre 1971 verzeichnete Doll 110 Einwohner, was einen Anstieg von 35 Personen seit 1961 bedeutet.
Mit der A9 verläuft die bedeutendste Fernstraße der schottischen Highlands direkt durch Doll. Obwohl die Gleise der Far North Line auf ihrer Strecke von Inverness nach Thurso und Wick durch Doll verlaufen, besitzt die Siedlung keinen eigenen Bahnhof. Die nächstgelegenen Bahnhöfe befinden sich in Brora und am vier Kilometer südwestlich gelegenen Dunrobin Castle.